# Combinado nórdico nos Jogos Olímpicos de Inverno de 1998
O combinado nórdico nos Jogos Olímpicos de Inverno de 1998 consistiu de dois eventos realizados em Nagano, no Japão, nos dias 14 e 20 de fevereiro.
A partir desta edição a competição por equipes passou a contar com quatro atletas.

## Medalhistas
Masculino
| Evento              | Ouro                                                                           | Prata                                                                  | Bronze                                                            |
| ------------------- | ------------------------------------------------------------------------------ | ---------------------------------------------------------------------- | ----------------------------------------------------------------- |
| Individual detalhes | Bjarte Engen Vik NOR Noruega                                                   | Samppa Lajunen FIN Finlândia                                           | Valeri Stolyarov RUS Rússia                                       |
| Equipes detalhes    | Halldor Skard Kenneth Braaten Bjarte Engen Vik Fred Børre Lundberg NOR Noruega | Samppa Lajunen Jari Mantila Tapio Nurmela Hannu Manninen FIN Finlândia | Sylvain Guillaume Nicolas Bal Ludovic Roux Fabrice Guy FRA França |

## Quadro de medalhas
| Ordem | País          | Medalha de ouro | Medalha de prata | Medalha de bronze |   |
| ----- | ------------- | --------------- | ---------------- | ----------------- | - |
| 1     | NOR Noruega   | 2               |                  |                   | 2 |
| 2     | FIN Finlândia |                 | 2                |                   | 2 |
| 3     | FRA França    |                 |                  | 1                 | 1 |
| 3     | RUS Rússia    |                 |                  | 1                 | 1 |
| TOTAL | TOTAL         | 2               | 2                | 2                 | 6 |